# Запрещённая зона

Диаграмма заполнения электронных уровней энергии в различных типах материалов в равновесном состоянии. На рисунке по высоте условно показана энергия, а ширина фигур — плотность состояний для данной энергии в указанном материале.
Полутона соответствует распределению Ферми — Дирака (черный — все состояния заполнены, белый — состояние пустое).
В металлах и полуметаллах уровень Ферми находится внутри, по меньшей мере, одной разрешённой зоны. В диэлектриках и полупроводниках уровень Ферми находится внутри запрещённой зоны, но в полупроводниках разрешённые зоны находятся достаточно близко к уровню Ферми для заполнения их электронами или дырками в результате теплового движения частиц.

Запрещённая зо́на — область значений энергии, которыми не может обладать электрон в идеальном (бездефектном) кристалле. Данный термин используется в физике твёрдого тела. Ширину запрещённой зоны обозначают {\displaystyle E_{g}} (от англ.: g = gap — «промежуток», «зазор») и обычно численно выражают в электрон-вольтах.
Величина параметра {\displaystyle E_{g}} различна для разных материалов, она во многом определяет их электрические и оптические свойства. По ширине запрещённой зоны твёрдые вещества разделяют на проводники — тела, где запрещённая зона отсутствует, то есть электроны могут иметь произвольную энергию, полупроводники — в этих веществах величина {\displaystyle E_{g}} составляет от долей эВ до 3—4 эВ и диэлектрики — с шириной запрещённой зоны более 4—5 эВ (граница между полупроводниками и диэлектриками условная).
Как эквивалент термина «запрещённая зона» иногда применяется словосочетание «энергетическая щель»; использовать прилагательное «запретная» вместо «запрещённая» не принято.

## Основные сведения
В твёрдом теле зависимость энергии электрона {\displaystyle E} от его волнового вектора {\displaystyle {\vec {k}}} имеет сложный вид, отличающийся от известного соотношения {\displaystyle E\sim k^{2}} для вакуума, причём всегда наличествуют несколько ветвей {\displaystyle E=E_{i}({\vec {k}})}. Согласно зонной теории, образуются диапазоны энергий, где любой энергии {\displaystyle E} отвечает хотя бы одно состояние {\displaystyle {\vec {k}}}, и разделяющие их диапазоны, в которых состояний нет. Первые называются «разрешёнными зонами», вторые — «запрещёнными зонами».
Основной интерес представляют диапазоны вблизи энергии Ферми, поэтому обычно рассматривается ровно одна запрещённая зона, разделяющая две разрешённые, нижняя из них — валентная, а верхняя — зона проводимости. При этом как валентная зона, так и зона проводимости могут создаваться сразу несколькими ветвями {\displaystyle E_{i}({\vec {k}}).}
Валентная зона почти полностью заполнена электронами, в то время как зона проводимости почти пуста. Переход электронов из валентной зоны в зону проводимости происходит, например, при нагреве или под воздействием внешнего освещения.
| Материал            | Форма                        | Энергия в эВ | Энергия в эВ |
| ------------------- | ---------------------------- | ------------ | ------------ |
| Материал            | Форма                        | 0 K          | 300 K        |
| Химические элементы |                              |              |              |
| C (в форме алмаза)  | непрямая                     | 5,4          | 5,46—6,4     |
| Si                  | непрямая                     | 1,17         | 1,11         |
| Ge                  | непрямая                     | 0,75         | 0,67         |
| Se                  | прямая                       |              | 1,74         |
| Типа АIVВIV         |                              |              |              |
| SiC 3C              | непрямая                     |              | 2,36         |
| SiC 4H              | непрямая                     |              | 3,28         |
| SiC 6H              | непрямая                     |              | 3,03         |
| Типа АIIIВV         |                              |              |              |
| InP                 | прямая                       | 1,42         | 1,27         |
| InAs                | прямая                       | 0,43         | 0,355        |
| InSb                | прямая                       | 0,23         | 0,17         |
| InN                 | прямая                       |              | 0,7          |
| InxGa1-xN           | прямая                       |              | 0,7—3,37     |
| GaN                 | прямая                       |              | 3,37         |
| GaP 3C              | непрямая                     |              | 2,26         |
| GaSb                | прямая                       | 0,81         | 0,69         |
| GaAs                | прямая                       | 1,42         | 1,42         |
| AlxGa1-xAs          | x<0,4 прямая, x>0,4 непрямая |              | 1,42-2,16    |
| AlAs                | непрямая                     |              | 2,16         |
| AlSb                | непрямая                     | 1,65         | 1,58         |
| AlN                 |                              |              | 6,2          |
| Типа АIIВVI         |                              |              |              |
| TiO2                |                              | 3,03         | 3,2          |
| ZnO                 | прямая                       | 3,436        | 3,37         |
| ZnS                 |                              |              | 3,56         |
| ZnSe                | прямая                       |              | 2,70         |
| CdS                 |                              |              | 2,42         |
| CdSe                |                              |              | 1,74         |
| CdTe                | прямая                       |              | 1,45         |
| CdS                 |                              |              | 2,4          |
| Типа АIVВVI         |                              |              |              |
| PbTe                | прямая                       | 0,19         | 0,31         |

## Ширина запрещённой зоны
Ширина запрещённой зоны — разность энергий электронов между дном (состоянием с минимальной возможной энергией) зоны проводимости и потолком (состоянием с максимальной возможной энергией) валентной зоны.
Ширина запрещённой зоны (или, что то же самое, — минимальная энергия, необходимая для перехода электрона из валентной зоны в зону проводимости) составляет от нескольких сотых до нескольких электрон-вольт для полупроводников и свыше 4—5 эВ для диэлектриков. Некоторые авторы считают материал диэлектриком при {\displaystyle E_{g}>2} эВ. Полупроводники с шириной запрещённой зоны менее ~0,3 эВ принято называть узкозонными полупроводниками, полупроводники с величиной {\displaystyle E_{g}} более ~3 эВ — широкозонными полупроводниками.
Величина {\displaystyle E_{g}} может оказаться равной нулю. При {\displaystyle E_{g}=0} для возникновения электронно-дырочной пары не требуется энергия — поэтому концентрация носителей (а с ней и электропроводность вещества) оказывается отличной от нуля при сколь угодно низких температурах, как в металлах. Такие вещества (серое олово, теллурид ртути и др.) относятся к классу полуметаллов.
Для большинства материалов {\displaystyle E_{g}} незначительно уменьшается с температурой {\displaystyle T} (см. табл.). Была предложена эмпирическая формула, описывающая температурную зависимость ширины запрещённой зоны полупроводника:
{\displaystyle E_{g}(T)=E_{g}(0)-{\frac {\alpha T^{2}}{T+\beta }}},
где {\displaystyle E_{g}(0)} — ширина при нулевой температуре, а {\displaystyle \alpha } и {\displaystyle \beta } — константы данного материала.

## Значимость параметра Eg
Величина {\displaystyle E_{g}} определяет собственную проводимость материала и её изменение с температурой:
{\displaystyle \sigma \sim \exp \left(-{\frac {E_{g}}{2k_{B}T}}\right),}
где {\displaystyle k_{B}} — постоянная Больцмана, если ширина запрещённой зоны выражена в эВ, то {\displaystyle k_{B}=} 8,617 333 262... ⋅10−5 эВ·К−1.
Кроме того, {\displaystyle E_{g}} определяет положение края поглощения света в конкретном веществе:
{\displaystyle \hbar \omega _{min}=E_{g},} ({\displaystyle \hbar } — редуцированная постоянная Планка).
При меньших чем {\displaystyle \omega _{min}} частотах падающего света коэффициент его поглощения крайне мал. При поглощении фотона электрон переходит из валентной зоны в зону проводимости. Возможен также обратный переход с испусканием фотона или безызлучательный переход из зоны проводимости в валентную зону.

## Прямые и непрямые переходы
Полупроводники, переход электрона в которых между зоной проводимости и валентной зоной не сопровождается изменением импульса (прямой переход), называются прямозонными. Среди них — арсенид галлия. Чтобы прямые переходы при поглощении/испускании фотона с энергией {\displaystyle \sim E_{g}} были возможны, состояниям электрона в минимуме зоны проводимости и максимуме валентной зоны должен соответствовать один и тот же импульс {\displaystyle {\vec {p}}} (волновой вектор {\displaystyle {\vec {k}}={\vec {p}}/\hbar }); чаще всего это {\displaystyle {\vec {k}}=0}.
Полупроводники, переход электрона в которых из зоны проводимости в валентную зону или наоборот сопровождается изменением импульса (непрямой переход), называются непрямозонными. При этом в процессе поглощения энергии, кроме электрона и фотона, должна участвовать ещё и третья частица (например, фонон), которая заберёт часть импульса на себя. Такие процессы менее вероятны, нежели прямые переходы. К непрямозонным полупроводникам относятся в том числе кремний и германий.
Наличие прямых и непрямых переходов объясняется зависимостью энергии электрона от его импульса. При излучении или поглощении фотона при таких переходах общий импульс системы электрон-фотон или электрон-фотон-фонон сохраняется согласно закону сохранения импульса.

## Методы определения Eg
Для теоретических расчетов зонной структуры материалов существуют методы квантовой теории, такие как метод ЛКАО или метод псевдопотенциала, но достигаемая точность для {\displaystyle E_{g}} не превышает ~0.5 эВ и недостаточна для практических целей (нужна[уточнить] точность порядка сотых долей эВ).
Экспериментально величина {\displaystyle E_{g}} находится из анализа физических эффектов, связанных с переходом электронов между зоной проводимости и валентной зоной полупроводника. А именно, {\displaystyle E_{g}} может быть определена из температурного хода электросопротивления или коэффициента Холла в области собственной проводимости, а также из положения края полосы поглощения и длинноволновой границы фотопроводимости. Значение {\displaystyle E_{g}} иногда оценивается из измерений магнитной восприимчивости, теплопроводности и опытов по туннелированию при низкой температуре.